# 나이지리아, 우리가 네게 만세를 외친다!
《나이지리아, 우리가 네게 만세를 외친다!》(영어: Nigeria We Hail Thee)는 나이지리아의 국가이다. 릴리안 쟝 윌리엄스가 작사, 프란체스 벤다가 작곡하였다. 1960년부터 1978년까지 사용되었다가, 2024년부터 다시 사용 중이다.
2024년 5월 23일에 나이지리아 의회가 《나이지리아, 우리가 네게 만세를 외친다!》를 다시 국가로 채택하자는 법안을 채택했고, 5월 29일에 볼라 티누부 대통령의 서명으로 인해 법안이 통과되서, 《동포들이여, 일어나라》를 대신해 다시 나이지리아의 국가로 채택되었다.

## 가사
1절
Nigeria we hail thee,
Our own dear native land,
Though tribe and tongue may differ,
In brotherhood we stand,
Nigerians all, and proud to serve
Our sovereign Motherland.
2절
Our flag shall be a symbol
That truth and justice reign,
In peace or battle honour'd,
And this we count as gain,
To hand on to our children
A banner without stain.
3절
O God of all creation,
Grant this our one request,
Help us to build a nation
Where no man is oppressed,
And so with peace and plenty
Nigeria may be blessed.

## 해석
1절
나이지리아, 우리가 네게 만세를 외친다!
우리의 하나뿐인 소중한 조국이여,
비록 우리의 부족과 언어는 다를 지라도
우리는 형제애를 이어나가고 있으리라.
나이지리아 사람들 모두, 그리고 우리의 주권이 있는 조국을 위해
봉사하는 것을 자랑스럽게 생각하리라.
2절
우리의 깃발은 상징이 될 것이다!
그것은 진실과 정의가 군림하는 것이리라!
평화를 지키든 전투를 치르든
우리의 이익으로 간주하리라!
서로 손을 맞잡으면서 우리 아이들에게
얼룩이 하나 없는 깃발을 물려주리라.
3절
모든 만물의 주여,
우리의 한 가지 소원만이라도 이루게 해 주시옵소서.
우리가 새로운 나라를 건설하는 것을 도와주시옵소서.
아무도 억압받지 않는 곳에서,
서로 평화롭고 풍요롭게 살면서,
나이지리아는 축복을 받을 것이리라.